# イランの州

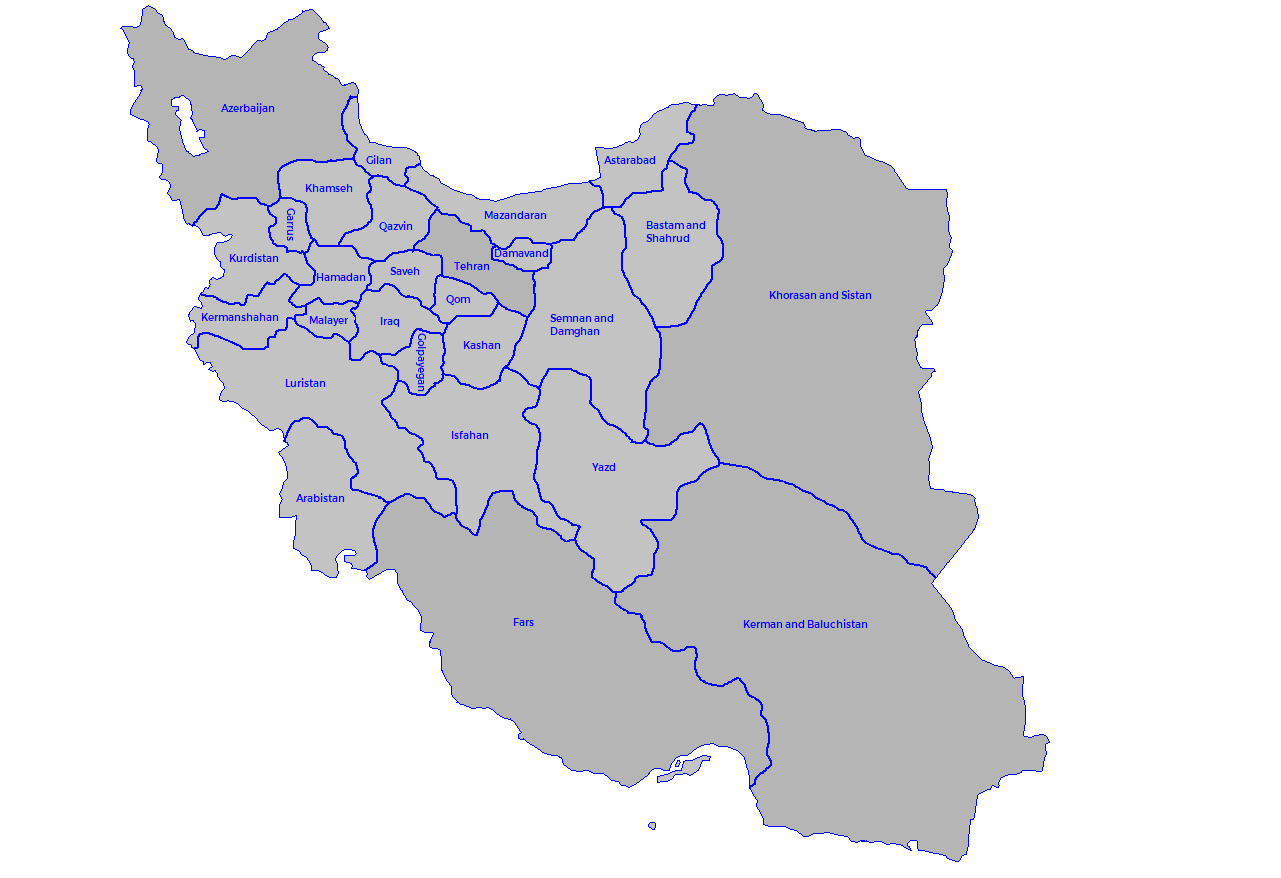
1911年のイランの州。現在の地図は後述の表を参照

イラン・イスラーム共和国は31の州（ペルシア語: استان Ostān オスターン）から構成される。

## イランの州の概要
イランの地方行政区画全般については、 イランの地方行政区画 を参照。
州都はおおむね州内の最大都市におかれる。州政府は内務省によって選任、内閣によって認証される州知事（ペルシア語: استاندار ostāndār）を長とする。
1950年以前、イランはアルダーラーン、アーザルバーイジャーン、バローチェスターン、ファールスィースターン、ギーラーン、エラーゲ・アジャミー、ホラーサーン、ホレスターン、ケルマーン、ラーレスターン、ロレスターン、マーザンダラーンの12行政区から構成された。1950年、ギーラーン、マーザンダラーン、東アーザルバーイジャーン、西アーザルバーイジャーン、ケルマンシャー、フーゼスターン、ファールス、ケルマーン、ホラーサーン、エスファハーンの10州（名称はそれぞれ第一州から第十州のように番号によるものとされた）および諸準州に再編された。1960年から1981年にかけて準州はそれぞれ州に昇格。1981年以降も既存の州の分割などにより、州の数は暫時増加しており、最近成立したものでは、2004年のホラーサーン州の三分割に伴う北ホラーサーン州、南ホラーサーン州、ラザヴィー・ホラーサーン州の成立がある。各州はさらに総計324のシャフレスターン（いくつかの都市と町村からなる郡）から構成される。

## 各州の概況
| 番号 | 州名                                   | 州都                 | 面積 (km²) | 人口 （2016年） | 人口密度 （人/km²） | シャフレスターン数 |
| ---- | -------------------------------------- | -------------------- | ---------- | --------------- | ------------------- | ------------------ |
| 1    | テヘラン                               | テヘラン             | 18,814     | 13,267,637      | 705.2               | 13                 |
| 2    | ゴム                                   | ゴム                 | 11,526     | 1,292,283       | 112.1               | 1                  |
| 3    | マルキャズィー                         | アラーク             | 29,130     | 1,429,475       | 49.1                | 10                 |
| 4    | ガズヴィーン                           | ガズヴィーン         | 15,549     | 1,273,761       | 81.9                | 5                  |
| 5    | ギーラーン                             | ラシュト             | 14,042     | 2,530,696       | 180.2               | 16                 |
| 6    | アルダビール                           | アルダビール         | 17,800     | 1,270,420       | 71.4                | 9                  |
| 7    | ザンジャーン                           | ザンジャーン         | 21,773     | 1,057,461       | 48.6                | 7                  |
| 8    | 東アーザルバーイジャーン               | タブリーズ           | 45,650     | 3,909,652       | 85.6                | 19                 |
| 9    | 西アーザルバーイジャーン               | オルーミーイェ       | 37,437     | 3,265,129       | 87.2                | 14                 |
| 10   | コルデスターン                         | サナンダジュ         | 29,137     | 1,603,011       | 55.0                | 9                  |
| 11   | ハマダーン                             | ハマダーン           | 19,368     | 1,738,234       | 89.7                | 8                  |
| 12   | ケルマーンシャー                       | ケルマーンシャー     | 24,998     | 1,952,434       | 78.1                | 13                 |
| 13   | イーラーム                             | イーラーム           | 20,133     | 580,158         | 28.8                | 7                  |
| 14   | ロレスターン                           | ホッラマーバード     | 28,294     | 1,760,649       | 62.2                | 9                  |
| 15   | フーゼスターン                         | アフヴァーズ         | 64,055     | 4,710,509       | 73.5                | 18                 |
| 16   | チャハール＝マハール・バフティヤーリー | シャフレ・コルド     | 16,332     | 947,763         | 58.3                | 6                  |
| 17   | コフギールーイェ・ブーイェル＝アフマド | ヤースージュ         | 15,504     | 713,052         | 46.0                | 5                  |
| 18   | ブーシェフル                           | ブーシェフル         | 22,743     | 1,163,400       | 51.2                | 9                  |
| 19   | ファールス                             | シーラーズ           | 122,608    | 4,851,274       | 39.6                | 23                 |
| 20   | ホルモズガーン                         | バンダレ・アッバース | 70,669     | 1,776,415       | 25.1                | 11                 |
| 21   | スィースターン・バルーチェスターン     | ザーヘダーン         | 181,785    | 2,775,014       | 15.3                | 8                  |
| 22   | ケルマーン                             | ケルマーン           | 180,836    | 3,164,718       | 17.5                | 14                 |
| 23   | ヤズド                                 | ヤズド               | 129,285    | 1,138,533       | 8.8                 | 10                 |
| 24   | エスファハーン                         | エスファハーン       | 107,029    | 5,120,850       | 47.8                | 21                 |
| 25   | セムナーン                             | セムナーン           | 97,491     | 702,360         | 7.2                 | 4                  |
| 26   | マーザンダラーン                       | サーリー             | 23,701     | 3,283,582       | 138.5               | 15                 |
| 27   | ゴレスターン                           | ゴルガーン           | 20,195     | 1,868,819       | 92.5                | 11                 |
| 28   | 北ホラーサーン                         | ボジュヌールド       | 28,434     | 863,092         | 30.4                | 6                  |
| 29   | ラザヴィー・ホラーサーン               | マシュハド           | 144,681    | 6,434,501       | 44.5                | 19                 |
| 30   | 南ホラーサーン                         | ビールジャンド       | 69,555     | 768,898         | 11.1                | 4                  |
| 31   | アルボルズ                             | キャラジ             | 5,833      | 2,712,400       | 465.0               | 4                  |
|      | イラン                                 | テヘラン             | 1,628,554  | 79,926,270      | 49.1                | 324                |

## イランにおける各州の位置
| \| 1. テヘラン 2. ゴム 3. マルキャズィー 4. ガズヴィーン 5. ギーラーン 6. アルダビール 7. ザンジャーン 8. 東アーザルバーイジャーン 9. 西アーザルバーイジャーン 10. コルデスターン 11. ハマダーン 12. ケルマーンシャー 13. イーラーム 14. ロレスターン 15. フーゼスターン \| 1. チャハール＝マハール・バフティヤーリー 2. コフギールーイェ・ブーイェル＝アフマド 3. ブーシェフル 4. ファールス 5. ホルモズガーン 6. スィースターン・バルーチェスターン 7. ケルマーン 8. ヤズド 9. エスファハーン 10. セムナーン 11. マーザンダラーン 12. ゴレスターン 13. 北ホラーサーン 14. ラザヴィー・ホラーサーン 15. 南ホラーサーン 16. アルボルズ \| \| | |  |
| 1. テヘラン 2. ゴム 3. マルキャズィー 4. ガズヴィーン 5. ギーラーン 6. アルダビール 7. ザンジャーン 8. 東アーザルバーイジャーン 9. 西アーザルバーイジャーン 10. コルデスターン 11. ハマダーン 12. ケルマーンシャー 13. イーラーム 14. ロレスターン 15. フーゼスターン | 1. チャハール＝マハール・バフティヤーリー 2. コフギールーイェ・ブーイェル＝アフマド 3. ブーシェフル 4. ファールス 5. ホルモズガーン 6. スィースターン・バルーチェスターン 7. ケルマーン 8. ヤズド 9. エスファハーン 10. セムナーン 11. マーザンダラーン 12. ゴレスターン 13. 北ホラーサーン 14. ラザヴィー・ホラーサーン 15. 南ホラーサーン 16. アルボルズ |  |

## 註
1. 1 2  Gwillim Law, Statoids website. “"Provinces of Iran"”. 2006年4月30日閲覧。
2. ↑  Online edition, Al-Jazeera Satellite Network. “"Iran breaks up largest province"”. 2006年4月30日閲覧。
3. ↑  Statistical Centre, Government of Iran. “"General Characteristics of Ostans according to their administrative divisions at the end of 1383 (2005 CE)"”. 2006年4月30日閲覧。
4. ↑  “Population-and-Households.xlsx”. Iran Data Portal. 2024年5月13日閲覧。
5. ↑  テヘラン州は1986年、マルキャズィー州より分割
6. ↑  1995年、テヘラン州ゴム・シャフレスターンが昇格・分離
7. 1 2  当初はマーザンダラーン州に属す。
8. 1 2 3 4  1986年、マルキャズィー州の一部がエスファハーン州、セムナーン州、ザンジャーン州へと移管。
9. ↑  1996年12月3日、ザンジャーン州のガズヴィーンおよびターケスターンの両シャフレスターンが分割され、ガズヴィーン州が成立。
10. ↑  1993年、東アーザルバーイジャーン州より分割
11. 1 2  当初はギーラーン州に所属
12. ↑  1979年までの州名はレザーイーイェ
13. 1 2  当初はケルマーンシャー州に所属
14. 1 2  1979年から1995年まで州名および州都名はバフターラーン
15. 1 2  当初はフーゼスターン州に所属
16. 1 2  当初はエスファハーン州に所属
17. ↑  1990年までの名称はブーイェル＝アフマド・コフギールーイェ州
18. ↑  当初はファールス州に所属。1977年までハーレジェ・ファールス（ペルシア湾）の名称。
19. ↑  当初はケルマーン州に所属。1977年までバナーデル・ジャザーイェレ・バフレ・オマーンの名（オマーン海港市・諸島）
20. ↑  ホルモズガーン州にはゲシュム島、ラーヴァーン島、キーシュ島、ホルモズ島などの島嶼およびアラブ首長国連邦との共同統治下にあるアブー・ムーサー島が所属する。
21. ↑  1986年までバルーチェスターン・スィースターン。
22. ↑  1986年、ケルマーン州の一部がヤズド州へ移管。2002年、ホラーサーン州のタバス・シャフレスターン（面積55,344 km²）がヤズド州へ移管。
23. ↑  1997年5月31日、マーザンダラーン州のアリーアーバード、ゴンバデ・カーヴース、ゴルガーン、コルドクーイ、ミーヌーダシュト、トルキャマーンの各シャフレスターンが分離して、ゴレスターン州となる。
24. 1 2 3  2004年9月29日、ホラーサーン州は、北・南・ラサヴィーの各ホラーサーン州に三分割された。